# Ратгар
Ратгар (англ. Rathgar; ирл. Ráth Garbh, «грубое укрепление») — городской район Дублина в Ирландии, находится в административном графстве Дублин (провинция Ленстер) в трёх километрах от городского центра.